# Na-Ga
Na-Ga (Prefettura di Hiroshima, ...) è un artista giapponese, attivo come graphic designer e illustratore per la Key, compagnia famosa per visual novel quali Kanon, Air e Clannad tra le altre.
Na-Ga lavora per la Key sin dalla produzione di Air come uno degli addetti alla computer grafica, ma il suo primo lavoro importante è stato il character design della sesta visual novel Key, Little Busters!, con Itaru Hinoue, seguito da Little Busters! Ecstasy e Kud Wafter. Per il nono titolo Key, Rewrite, Na-Ga ha contribuito alla computer grafica. Na-Ga ha lavorato in collaborazione con Jun Maeda e con Dengeki G's Magazine della ASCII Media Works per produrre i media franchise Angel Beats! e Charlotte come character designer originale. Na-Ga ha lavorato per la compagnia Pearlsoft R tra il 1997 e il 1999; qui contribuì a due visual novel, Hakanai Omoi: Anemone e Sweet Days, come artista principale prima di arrivare alla Key. Partecipa anche a una dōjinshi chiamata "from-D".

## Accoglienza
Una T-shirt autografata riportante un'illustrazione realizzata da Na-Ga di Riki Naoe di Little Busters! fu messa all'asta sulla versione giapponese di Yahoo! Auction nel marzo 2009; le offerte partivano da 500 yen. Furono fatte offerte per la maglietta da 71 persone: la T-shirt fu venduta per poco più di 2 milioni di yen. La maglietta era stata originariamente creata per il Key 10th Memorial Fes, un evento tenutosi per celebrare i dieci anni della Key tra il 28 febbraio e il 1º marzo 2009.